# Euxoa cashmirensis
Euxoa cashmirensis är en fjärilsart som beskrevs av George Francis Hampson 1903. Euxoa cashmirensis ingår i släktet Euxoa och familjen nattflyn. Inga underarter finns listade i Catalogue of Life.

## Bildgalleri

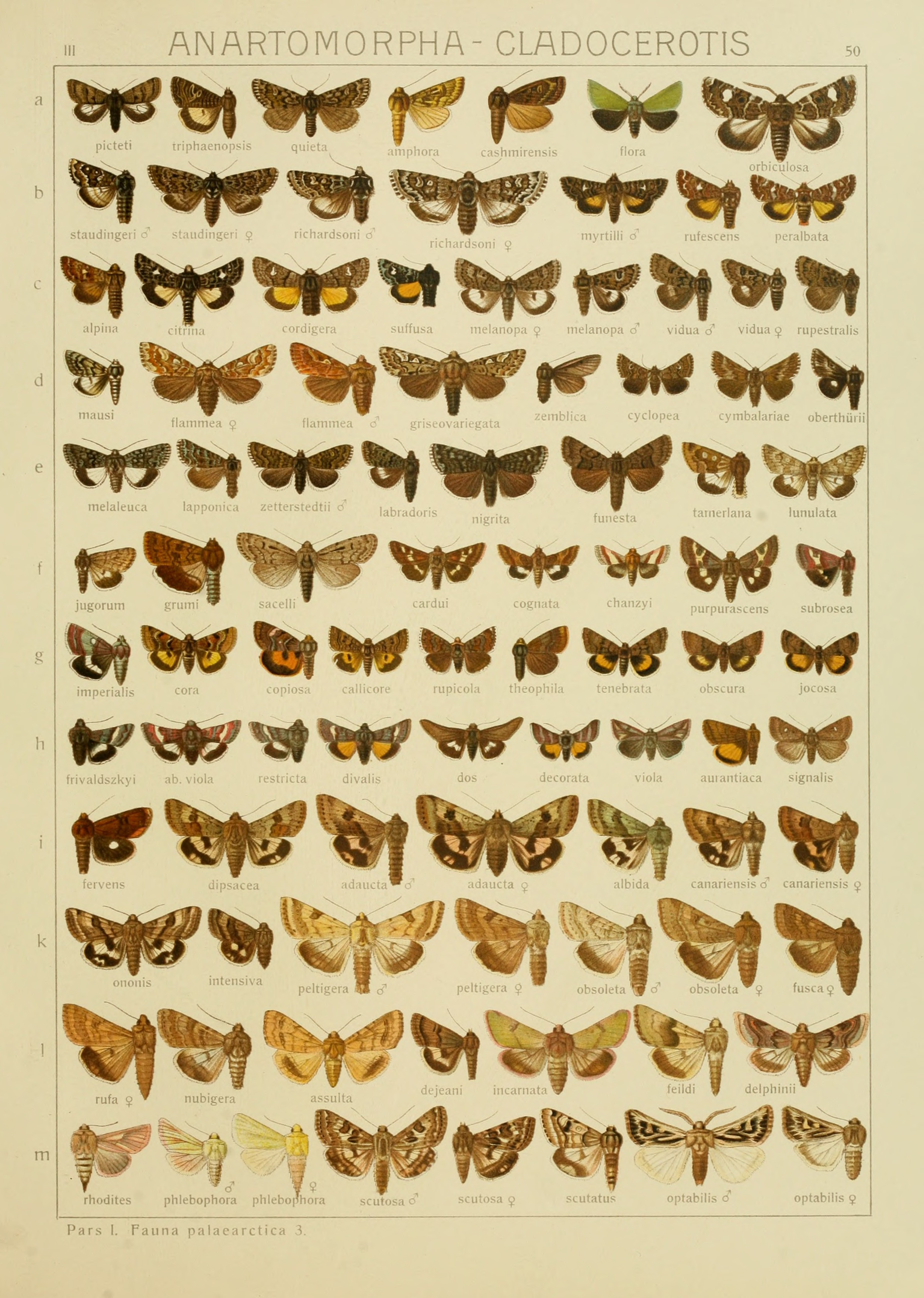
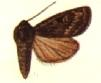